# 彼得·布达伊
彼得·布达伊（1982年9月18日—），斯洛伐克男子冰球运动员。他曾代表斯洛伐克参加2006年、2010年和2014年冬季奥林匹克运动会冰球比赛，最好名次为2010年冬季奥运会的第四名。